# Gara Afumați
Gara Afumați este o stație de cale ferată care deservește comuna Afumați, județul Dolj, România.